# BPM (service-de-temps)
Pour les articles homonymes, voir BPM.
BPM est la station horaire de la République populaire de Chine, gérée par l'Académie chinoise des sciences.
Elle émet sur les fréquences : 2,5 MHz, 5 MHz, 10 MHz et 15 MHz.
BPM est une station horaire particulière du fait qu'elle transmet le temps universel UT1 durant 8 minutes par heure (entre la 25e et la 29e minutes, ainsi que de la 55e à la 59e), en émettant un bip qui peut paraitre étrange comparé à celui entendu sur une station horaire reçue plus fortement telle que WWV (station de radio).